# Francis Decrue de Stoutz
Pour les articles homonymes, voir De Stoutz.
Francis Decrue de Stoutz (1854-1928) est un historien suisse, docteur ès lettres, professeur d'universités.

## Biographie
Né à Genève le 9 septembre 1854 de Jean Henri Decrue-Berton  et Anne Berton Wilhelmine, Francis Decrue de Stoutz passe sa licence d'histoire à Genève en 1882 et son doctorat de lettres à La Sorbonne à Paris en 1885. En 1886, il est nommé maître de conférences à l'université de Rennes, puis chargé de cours en 1888 à la Faculté de lettres de l'université de Poitiers, avant de rejoindre la Faculté de lettres de l'Université de Genève dont il devient recteur en 1916.
Ses origines françaises, il descend de réfugiés de la Révocation, contribuent à son attachement à l'histoire de France qu'il illustre dans sa thèse sur Anne de Montmorency (1885) et ses écrits sur La Cour de France et la France du XVIe siècle (1888). Ses origines protestantes lui font écrire Le Complot des fugitifs (1563) (1881), Le Parti des politiques au lendemain de la Saint-Barthélemy (1892) et L'Action politique de Calvin hors de Genève d'après sa correspondance (1909).
L'Académie française lui décerne le prix Gobert en 1886 pour sa thèse sur Anne de Montmorency. Il est membre de la Société des arts de Genève de 1902 à 1923.